# Cinzio Passeri Aldobrandini
Cinzio Personeni Aldobrandini (Senigallia, 1551 - Roma, 1 de janeiro de 1610) foi um cardeal italiano. Em alguns documentos, seu nome aparece como Cinzio Passeri Aldobrandini pois, depois de se assentar na Romanha, a família passou a mudar seu nome de acordo com o local para a qual se mudava - seu pai, Aurélio Personeni, nasceu em Cà Personeni (frazione de Bedulita na província de Bérgamo) e, depois, a família se mudou para Cà Passero (frazione de Berbenno, na mesma província); como mercador, Aurélio mudou-se para Senigallia, onde se casou.

## Vida
Cinzio nasceu em Senigallia, filho de Aurélio com Júlia Aldobrandini, irmã do cardeal Ippolito Aldobrandini, futuro papa Clemente VIII. Em 1565, começou com seus estudos em Letras e Direito em Roma. Estudando no Collegio Germanico, na Universidade de Perúgia e na Universidade de Pádua, graduou-se como doutor da lei em Pádua. Cinzio acompanhou Ippolito em sua missão para acabar com a guerra entre a Polônia e a Alemanha. Em 1588, ele estava de volta a Roma com as boas notícias de seu sucesso ao papa Sisto V.
Em 17 de setembro de 1593, o consistório nomeou Cinzio cardeal-diácono de São Jorge em Velabro graças à intercessão de Ippolito no Colégio de Cardeais. Governador de Spoleto de 4 de fevereiro de 1595 até 21 de fevereiro de 1607, Cinzio tornou-se prefeito da Tribunale della Segnatura Apostolica a partir de de 23 de dezembro de 1599. Entre 1601 e 1607, foi legado papal a Avinhão e participou nos conclaves de março, abril e maio. Em 1605, foi criado cardeal penitenciário pelo papa Leão XI, mas subitamente teve que renunciar por não ter sido antes ordenado — o que aconteceu em 1605 e ele pôde reassumir a posição, quando recebeu o título de São Pedro Acorrentado.
Era conhecido por sua generosidade para com os pobres e por seu patrocínio às artes e às letras, além de ser amigo de Torquato Tasso, que trabalhou por alguns anos para o papa. Cinzio morreu em Roma em 1610 e foi enterrado em San Pietro in Vincoli.